# Djehi Natacha Djedje
Djehi Natacha Djedje, née le 31 juillet 1982, est une lutteuse ivoirienne. 

## Carrière
Elle est médaillée de bronze dans la catégorie des moins de 62 kg aux championnats d'Afrique 1997. Dans la catégorie des moins de 72 kg, elle est médaillée d'argent aux championnats d'Afrique 2004 et aux championnats d'Afrique 2007 et médaillée de bronze aux Jeux africains de 2007.